# Barleria tetracantha
Barleria tetracantha är en akantusväxtart som beskrevs av Isaac Bayley Balfour. Barleria tetracantha ingår i släktet Barleria och familjen akantusväxter. Inga underarter finns listade i Catalogue of Life.